# Måstjärnen, Gästrikland
Måstjärnen är en sjö i Gävle kommun i Gästrikland och ingår i Hamrångeåns huvudavrinningsområde. Sjön har en area på 0,0471 kvadratkilometer och ligger 67 meter över havet. Sjön avvattnas av vattendraget Lillån.

## Delavrinningsområde
Måstjärnen ingår i det delavrinningsområde (675156-156172) som SMHI kallar för Inloppet i Läxen. Medelhöjden är 76 meter över havet och ytan är 5,06 kvadratkilometer. Det finns inga avrinningsområden uppströms utan avrinningsområdet är högsta punkten. Lillån som avvattnar avrinningsområdet har biflödesordning 2, vilket innebär att vattnet flödar genom totalt 2 vattendrag innan det når havet efter 17 kilometer. Avrinningsområdet består mestadels av skog (72 procent). Avrinningsområdet har 0,92 kvadratkilometer vattenytor vilket ger det en sjöprocent på 18,2 procent.